# آسیاب تاریخی فین
آسیاب تاریخی فین مربوط به دوران‌های تاریخی پس از اسلام است و در کاشان، فین کوچک واقع شده و این اثر در تاریخ ۱۷ اسفند ۱۳۸۱ با شمارهٔ ثبت ۷۶۶۷ به‌عنوان یکی از آثار ملی ایران به ثبت رسیده است.